# 浜田尚友
浜田 尚友（はまだ ひさとも、1909年（明治42年）6月29日 - 1988年（昭和63年）3月3日）は、日本の政治家。帝国議会衆議院議員、国分市議会議長。

## 経歴
鹿児島県の国分村（現・霧島市）出身で国分小学校卒業。1927年（昭和2年）鹿児島県立加治木中学校 (旧制)卒業。1932年（昭和7年）早稲田大学政治経済学部政治科卒業。同年東京日日新聞社（現・毎日新聞社）に入社し、社会部・政治部記者。厚生大臣秘書官（1940年（昭和15年））などを経て、1942年（昭和17年）の第21回衆議院議員総選挙（翼賛選挙）で翼賛政治体制協議会推薦候補として鹿児島県第2区にて当選。1943年（昭和18年）現職議員中より第一号陸軍二等兵として応召、硫黄島戦闘参加。選挙無効判決による1945年（昭和20年）の再選挙でも当選。1946年（昭和21年）公職追放、1951年（昭和26年）解除。
戦後、国分市議会議員、同議長、同社会教育委員長を歴任し、政治評論家としても活動。

## 著作
- 『西郷隆盛のすべて : その思想と革命行動』久保書店、1972年。